# Polikarp Polovinko
Polikarp Aleksándorvich Polovinko (del ruso: Поликарп Александрович Половинко) fue un militar ruso soviético, participante en la Gran Guerra Patria. Héroe de la Unión Soviética (1945).

## Biografía
Nació el 21 de febrero de 1915 en un familia campesina rusa del seló Samárskoye del óblast de la Hueste del Don (actual óblast de Rostov) del Imperio ruso. Finalizó 7 cursos en la Escuela Ferroviaria de Bataisk y comenzó a trabajar como maquinista auxiliar.
Se alistó en marzo de 1942 en el Ejército Rojo y ese mismo año se hizo miembro del Partido Comunista de la Unión Soviética. Finalizó un curso en la escuela político-militar y fue enviado al frente de Leningrado, en cuyos combates Polovinko fue gravemente herido y trasladado a un hospital. En 1944 se graduó en la escuela de artillería autopropulsada de Rostov del Don. Fue nombrado comandante, con el grado de teniente primero, de una batería SAU-85 de la reserva de la 1819 Comandancia General de Artillería Bogdán Jmelnitski de la Orden de la Bandera Roja y con ella combatió en los alrededores de Bischofsburg, Prusia Oriental (actual Biskupiec, Polonia), donde murió el 28 de enero de 1945. Por el coraje y valentía demostrados en esta batalla fue condecorado póstumamente como Héroe de la Unión Soviética. Fue enterrado al noroeste de la ciudad por cuya liberación luchaba.
Piotr Tarántsev (1923-1987), su sobrino, también recibió la condecoración de Héroe de la Unión Soviética.

## Condecoraciones
Por ukaz del Presidium del Sóviet Supremo de la Unión Soviética del 26 de junio de 1945 Polikarp Polovinko fue condecorado póstumamente como Héroe de la Unión Soviética. También le fueron concedidas la Orden de Lenin, la Orden de la Gran Guerra Patria de I clase y la Medalla por la Defensa de Leningrado.

## Homenaje
En Samárskoye, su localidad natal, en homenaje a Polovinko y a la 135.ª Brigada de Artillería que defendió el pueblo durante la Guerra, existe un monumento bajo la forma de una unidad SU-100. La escuela en la que él estudió en Samárskoye (n.º 2) lleva honoríficamente su nombre. En la escuela de Bataisk en la que estudió hay una placa conmemorativa (ver fotografía en el artículo en ruso). Hay calles con su nombre tanto en Rostov del Don como en Bataisk.